# Marta (imię)
Marta – imię żeńskie pochodzenia semickiego. Wywodzi się z aramejskiego rzeczownika mar, mar(a)tha, marta, oznaczającego „pani domu, gospodyni, pani”. W Polsce po raz pierwszy zanotowano je w 1265 roku. Do dawnych zdrobnień zaliczała się np. Marusza (wsł., od wsł. Marchwa), oraz m.in. Marocha, Marsza, Marszka, Marucha, Maruchna, Maruszka (też od innych imion na Ma-, np. od Małgorzaty). Istnieje ponad 10 świętych katolickich o tym imieniu.
Nie jest żeńskim odpowiednikiem łacińskiego imienia Marcin, którego odpowiednikiem jest Martyna.
Wśród imion nadawanych nowo narodzonym dzieciom, Marta w 2017 r. zajmowała 50. miejsce w grupie imion żeńskich. W całej populacji Polek Marta zajmowała w 2017 r. 18. miejsce (287 239 nadań).

## Imieniny
- 19 stycznia[6], jako wspomnienie św. Marty, wspominanej razem ze swoim mężem, św. Mariuszem, oraz synami – św. Audyfaksem i św. Abakukiem
- 23 lutego, jako wspomnienie św. Marty z Astorgi[7]
- 18 marca, jako wspomnienie bł. Marty Le Bouteiller
- 21 czerwca[6]
- 5 lipca, jako wspomnienie św. Marty, matki św. Symeona Słupnika
- 27 lipca[6]
- 29 lipca[6][8], jako wspomnienie św. Marty z Betanii
- 19 września, jako wspomnienie św. Marty, wspominanej razem ze św. Zuzanną

W niektórych kalendarzach można znaleźć datę 22 lutego, która zaczęła funkcjonować w oderwaniu od tradycji obchodzenia imienin w dniach wspomnień świętych i błogosławionych. Ze względu na bliskość wspomnienia św. Marty z Astorgi należy sądzić, iż chodzi o błędną datę wspomnienia tej świętej, powielaną w kolejnych kalendarzach; być może jednak doszło do zniekształcenia imienia Marolda, obchodzącego imieniny 22 lutego.

## Osoby noszące imię Marta
Święte i błogosławione o imieniu Marta
- Marta z Betanii – siostra Marii i Łazarza

- Marta Wiecka – siostra miłosierdzia, szarytka

Inne osoby
- Marta Ludwika – norweska księżniczka
- Martha Argerich – argentyńska pianistka
- Marta Bartel – polska szachistka
- Marta Bassino – włoska narciarka alpejska
- Martha Beck – amerykańska seryjna morderczyni
- Marta Bernadotte – szwedzka księżniczka, na której cześć fragment wybrzeża Antarktydy nazwano Wybrzeżem Księżniczki Marty
- Marta Bijan – polska piosenkarka
- Marta Bizoń – polska aktorka
- Marta Bogdanowicz – polska psycholog kliniczny dziecięcy
- Marta Bryła – polska aktorka
- Marta Burbianka – polska historyczka, bibliotekarka, badacz drukarstwa; działaczka polonijna i oświatowa
- Marta Burdynowicz – polska aktorka i piosenkarka
- Marta Chodorowska – polska aktorka
- Martha Coolidge – amerykańska reżyser filmowa
- Marta Cugier – polska piosenkarka
- Marta Cywińska – polska pisarka, poetka, tłumaczka
- Martha Dandridge Custis Washington – amerykańska pierwsza dama, żona pierwszego prezydenta George’a Washingtona
- Marta Dobecka – polska aktorka
- Marta Domachowska – polska tenisistka
- Marta Domínguez – hiszpańska lekkoatletka
- Marta Dziadura – polska pięcioboistka
- Marta Dzido – polska pisarka, reżyserka
- Mártha Eggerth – węgierska śpiewaczka, żona Jana Kiepury
- Marta Fox – polska poetka, powieściopisarka i eseistka
- Marta Gałuszewska – polska piosenkarka
- Marta Górnicka – polska piosenkarka
- Martha Graham – amerykańska tancerka, choreograf, pedagog, jedna z najważniejszych prekursorek tańca współczesnego
- Marta Grzywacz – polska dziennikarka
- Marta Guzowska – polska pisarka i archeolog
- Marta Jankowska – polska aktorka
- Marta Kielczyk – polska dziennikarka
- Marta Kleszczyńska – polska sztangistka
- Marta Klubowicz – polska aktorka teatralna i filmowa
- Marta Kubišová – czeska piosenkarka, jedna z najpopularniejszych czeskich artystek lat 60., sygnatariuszka Karty 77
- Marthe Kristoffersen – norweska biegaczka narciarska
- Marta Kwiecień – polska modelka, Miss Polonia 1999
- Marta Lipińska – polska aktorka
- Martha Daniell Logan – autorka pierwszej amerykańskiej rozprawy o ogrodnictwie
- Marta Manowska – polska dziennikarka i prezenterka telewizyjna
- Marta Markiewicz – polska piosenkarka
- Marta Matyjasik – zwyciężczyni konkursu Miss Polonia 2002
- Márta Mészáros – węgierska reżyser filmowa
- Marta Michna – polska szachistka
- Marta Mizuro – polska krytyk literacka
- Marta Najfeld – polska pilotka, dwukrotna kobieca szybowcowa rekordzistka świata w prędkości przelotu po trasie trójkąta o długości 100 km
- Marta Nawrocka – polska pierwsza dama-elekt, żona Prezydenta-elekta Karola Nawrockiego
- Marta Nieradkiewicz – polska aktorka
- Marta Obregón – hiszpańska Służebnica Boża
- Marte Olsbu – norweska biahtlonistka
- Martha M. Place – amerykańska morderczy, pierwsza kobieta z 26 ogółem straconych na krześle elektrycznym
- Martha Scott – amerykańska aktorka
- Marta Stebnicka – polska aktorka, pieśniarka, reżyser teatralny
- Martha Stewart – amerykańska osobowość telewizyjna
- Marta Ścisłowicz – polska aktorka
- Marta Tomaszewska – polska pisarka, poetka i autorka słuchowisk radiowych
- Marta Vieira da Silva – brazylijska futbolistka
- Marta Walczykiewicz – polska kajakarka
- Marta Wiśniewska – polska tancerka i piosenkarka, znana jako Mandaryna
- Marta Wojciechowska – znana jako Martyna Wojciechowska, polska dziennikarka i prezenterka telewizyjna
- Marta Wykupil – polska judoczka
- Marta Żmuda Trzebiatowska – polska aktorka teatralna, filmowa i telewizyjna

Postaci fikcyjne o tym imieniu
- Marta Bellan – pseudonim spółki autorskiej Zbigniewa Adrjańskiego i Zbigniewa Kaszkura, którzy pisali m.in. dla Czesława Niemena, Trubadurów, Niebiesko-Czarnych, Czerwonych Gitar, Anny Jantar i wielu innych
- Marta - bohaterka przetłumaczonej przez Adama Mickiewicza ballady Fryderyka Schillera pt. Rękawiczka
- Marta Korczyńska - bohaterka powieści Elizy Orzeszkowej pt. Nad Niemnem
- Marta Świcka - bohaterka powieści Elizy Orzeszkowej pt. Marta
- Marta Mostowiak – jedna z głównych postaci z serialu M jak miłość
- Marta Walawska – jedna z głównych postaci z serialu Barwy szczęścia
- Marta Grabska - jedna z głównych postaci serialu Komisarz Alex
- Marta – pies z serialu animowanego Marta mówi